# La Huerta Zamorana
La Huerta Zamorana är en ort i Mexiko.   Den ligger i kommunen Zamora och delstaten Michoacán de Ocampo, i den centrala delen av landet, 300 km väster om huvudstaden Mexico City. La Huerta Zamorana ligger 1 586 meter över havet och antalet invånare är 223.
Terrängen runt La Huerta Zamorana är kuperad åt sydost, men åt nordväst är den platt. Runt La Huerta Zamorana är det tätbefolkat, med 331 invånare per kvadratkilometer. Närmaste större samhälle är Zamora, 3,1 km väster om La Huerta Zamorana. Runt La Huerta Zamorana är det i huvudsak tätbebyggt.